# Ивайло Михайлов
Ивайло Михайлов е български оперен певец – тенор.

## Биография
Ивайло Михайлов е български оперен певец – тенор, солист на Държавна опера - Стара Загора. През 1997 г. придобива бакалавърска степен по класическо пеене в ДМА „Панчо Владигеров“ в София в класа на Валери Попова. През 2002 г. печели стипендия от Министерството на културата на България и заминава за Академията „Борис Христов“ в Рим, където учи под ръководството на Giuseppe Taddei, след което продължава с шестмесечно обучение в Академията за оперно бароково изкуство в Озимо (Италия) с преподаватели Luigi Alva и William Matteuzi. През 2002 г. придобива магистърска степен по вокална педагогика от НБУ в класа на проф. Руско Русков. През 2010 г. Ивайло Михайлов придобива магистърска степен по „Арт мениджмънт“ от АМТИИ – Пловдив с научен ръководител проф. Живка Бушева. През 2013 г. придобива магистърска степен по „Музикално-сценична режисура“ от АМТИИ – Пловдив с научен ръководител проф. Павел Герджиков. Дебютът му като режисьор е операта „Бастиен и Бастиена“ от В. А. Моцарт. През 2012 г. той се появява в анимационните филми Brain Damage и Българ, с режисьор Неделчо Богданов.
Дебютът му в Софийската национална опера и балет е през 2012 г. като Ернани от едноименната опера на Джузепе Верди в постановката на Варненска опера. Дебютът му в Букурещката национална опера и балет е следващата година като Фауст от едноименната опера на Шарл Гуно. Следват Дон Хозе в Coliseo do Porto през май на 2014 и главната роля на Вакула в приказната опера „Черевички“ на Чайковски в операта в гр. Каляри, която е излъчена по телевизия RAI през януари 2015 г. и може да се гледа на официалния сайт на RAI 5. В продължение на 10 години е постоянен участник на фестивала на Античния театър в гр. Пловдив. Следва „Бохеми“ (2015)(Япония), „Бал с Маски“ (2016), „Кармен“ (2017) в Сполето, Перуджа, Орвието, Италия. Пее на сцените в Палма де Майорка, Антверпен, Гент и други. Най-силните му роли са на Ернани, Дон Хозе, Родолфо, Фентън, Пинкертон, Алфред Жермон, Радамес, Фауст, Каварадоси, Вакула и повече от 30 други роли.
През 2013/14 той е наставник и съдия в първото издание на Pop star to opera star – Виетнам и вокален педагог в X-factor.
Ивайло Михайлов има множество записи за БНР, БНТ, VTV и RAI. Работи с диригенти като Donato Renzetti, Laurent Campellone, Carlo Palleschi, José María Moreno, Jose Maria Florencio, Григор Паликаров Михаил Ангелов и Борислав Иванов.
Владее френски, италиански, английски и руски език.
Ивайло Михайлов е ученик на именития български тенор Калуди Калудов.

## Репертоар

### Роли
Опери
- Васко да Гама в „Африканката“ на Майербер
- Форесто в "Атила" на Джузепе Верди
- Нисиас в „Таис“ на Жул Масне
- Азаел в "Блудният син" на Клод Дебюси
- Хофман в „Хофманови разкази“ на Жак Офенбах
- Дон Алваро в „Силата на Съдбата“ на Джузепе Верди
- Фауст във „Фауст“ на Шарл Гуно
- Херцогът на Мантуа в „Риголето“ на Джузепе Верди
- Рикардо в „Бал с маски“ на Джузепе Верди
- Дон Карлос в „Дон Карлос“ на Джузепе Верди
- Радамес в „Аида“ на Джузепе Верди
- Ернани в „Ернани“ на Джузепе Верди
- Измаеле в „Набуко“ на Джузепе Верди
- Алфред Жермон в „Травиата“ на Джузепе Верди
- Касио в „Отело“ на Джузепе Верди
- Фентън във „Фалстаф“ на Джузепе Верди
- Макдъф в „Макбет“ на Джузепе Верди
- Дон Жозе в „Кармен“ на Жорж Бизе
- Родолфо в „Бохеми“ на Джакомо Пучини
- Ринучо в „Джани Скики“ на Джакомо Пучини
- Пинкертон в „Мадам Бътерфлай“ на Джакомо Пучини
- Каварадоси в „Тоска“ на Джакомо Пучини
- Неморино в „Любовен еликсир“ на Гаетано Доницети
- Вакула в „Черевички“ на Чайковски – запис за RAI 5
- Дамян в „Хитър Петър“ на Веселин Стоянов
- Илия в „Луд гидия“ на Парашкев Хаджиев

Оперети
- Парис в „Хубавата Елена“ на Жак Офенбах
- Айзенщайн в "Прилепът на Рихард Щраус

### Сакрална музика
- Симфония N 9 на Лудвиг ван Бетховен
- Криолска меса на Ариел Рамирес
- Магнификат на Албинони
- Славянски реквием на Анатолий Вапиров
- Моцарт – Реквием
- Верди – Реквием
- Месия – Хендел
- Меса за мир – Дженкинс

## Научни публикации
- https://www.researchgate.net/profile/Ivaylo-Mihaylov-2